# Forges, Maine-et-Loire
Forges är en kommun i departementet Maine-et-Loire i regionen Pays de la Loire i nordvästra Frankrike. Kommunen ligger i kantonen Doué-la-Fontaine som tillhör arrondissementet Saumur. År 2018 hade Forges 312 invånare.

## Befolkningsutveckling
Antalet invånare i kommunen Forges
| Referens: INSEE |